# Diphya macrophthalma
Diphya macrophthalma là một loài nhện trong họ Tetragnathidae.
Loài này thuộc chi Diphya. Diphya macrophthalma được miêu tả năm 1849 bởi Nicolet.